# Challenger de Segovia 2022
El Open Castilla y León 2022 fue un torneo de tenis profesional que se disputó sobre pistas de pistas dura al aire libre. Fue la edición número 36 del torneo y formó parte del ATP Challenger Tour 2022. Se disputó en El Espinar entre los días 25 y 31 de julio de 2022.

## Participantes del cuadro masculino

### Cabezas de serie
| Cabeza de serie | País                  | Jugador            | Ranking | Resultado en el torneo |
| --------------- | --------------------- | ------------------ | ------- | ---------------------- |
| 1               | Bandera de Portugal   | Nuno Borges        | 111     | Cuartos de final       |
| 2               | Bandera de Francia    | Constant Lestienne | 119     | Finalista              |
| 3               | Bandera de España     | Fernando Verdasco  | 126     | Segunda ronda          |
| 4               | Bandera de Francia    | Hugo Grenier       | 132     | CAMPEÓN                |
| 5               | Bandera de Francia    | Ugo Humbert        | 157     | Semifinales            |
| 6               | Bandera de Turquía    | Altuğ Çelikbilek   | 164     | Primera ronda          |
| 7               | Bandera de Kazajistán | Dmitri Popkó       | 189     | Primera ronda          |
| 8               | Bandera de Francia    | Grégoire Barrère   | 192     | Cuartos de final       |

- Ranking del 18 de julio de 2022[3]

### Otros participantes
Los siguientes jugadores ingresaron al cuadro principal gracias a una invitación:
- Julio Cesar Porras
- Alejandro Moro Cañas
- Daniel Rincón

Los siguientes jugadores ingresaron al cuadro principal mediante la fase previa:
- Alberto Barroso Campos
- Gabriel Décamps
- Denis Istomin
- Alibek Kachmazov
- Benjamin Lock
- Adrián Menéndez

## Campeones

### Individual
- Hugo Grenier derrotó en la final a  Constant Lestienne, 7–5, 6–3.

### Dobles
- Iñaki Montes de la Torre /  Nicolás Álvarez Varona derrotaron en la final a  Benjamin Lock /  Courtney John Lock, 7–6, 6–3.